# Düsseldorf-Benrath (przystanek kolejowy)
Düsseldorf-Benrath – przystanek kolejowy w Düsseldorfie, w kraju związkowym Nadrenia Północna-Westfalia, w Niemczech. Znajdują się tu 2 perony. Według klasyfikacji Deutsche Bahn posiada 4 kategorię.
| Düsseldorf-Benrath            |  |                     |
| Linia Köln Hbf – Duisburg Hbf |  |                     |
| Düsseldorf-Garath             |  | Düsseldorf-Reisholz |